# Ulrich Smoltczyk
Ulrich Smoltczyk, eigentlich Hans-Ulrich Smoltczyk, (* 21. Oktober 1928 in Berlin; † 28. Januar 2023 in Böblingen) war ein deutscher Bauingenieur und Geotechniker.

## Leben
Smoltczyk studierte an der TU Berlin Bauingenieurwesen, wo er 1952 sein Diplom erwarb, 1955 zum Dr.-Ing. promoviert wurde (Beitrag zur Ermittlung der Feingeschiebe-Mengenganglinie) und sich habilitierte (Ermittlung eingeschränkt plastischer Verformungen in Sand unter Flachfundamenten. Ernst und Sohn, 1960). Von 1961 bis 1969 war er Ingenieur beim Bauunternehmen Philipp Holzmann in Hamburg. 1965 wurde Smoltczyk außerplanmäßiger Professor für theoretische Bodenmechanik an der TH Stuttgart, 1969 ordentlicher Professor für Grundbau- und Bodenmechanik und erster Direktor des Instituts für Geotechnik in Stuttgart. 1976 gründete er in Stuttgart ein eigenes Ingenieurbüro, Smoltczyk und Partner. 1994 erfolgte seine Emeritierung. Am 28. Januar 2023 starb er in seinem langjährigen Wohnort Böblingen.
Er war verheiratet mit Barbara, einer Psychologin.

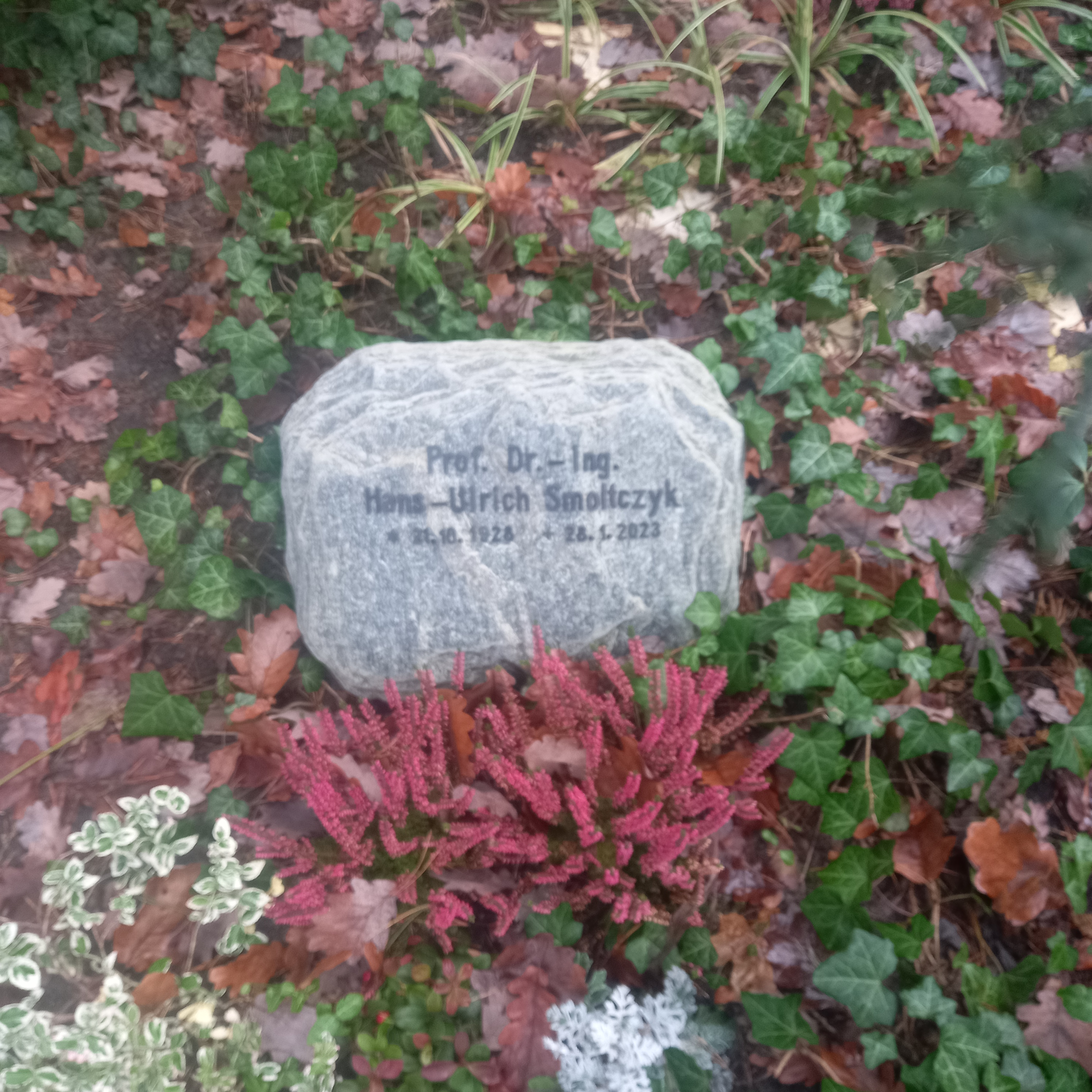
Das Grab von Ulrich Smoltczyk auf dem Waldfriedhof Zehlendorf

## Wirken
Er beschäftigte sich unter anderem mit Grundbruch, Flachgründungen, historischen Gründungen. In den 1980er Jahren war er an der Entwicklung der „Stuttgarter Seitendrucksonde“ für Bohrlochmessungen beteiligt.
Ab 1970 leitete er die Fachsektion Bodenmechanik der Deutschen Gesellschaft für Erd- und Grundbau (DGEG, heute DGGT), deren Vorsitzender er 1978 bis 1990 war. Er war in dieser Funktion auch Gründer (1978) ihrer Zeitschrift Geotechnik, die er bis zu seiner Emeritierung herausgab. Außerdem war er ab 1990 Vizepräsident für Europa der International Society for Soil Mechanics and Foundation Engineering. Er war in führender Funktion ab den 1980er Jahren an der Formulierung der Grundbaunormen des Eurocode 7 beteiligt.
Bis zur 6. Auflage (von der auch eine englischsprachige Ausgabe erschien) 2001 war er Herausgeber des Grundbau-Taschenbuchs (Verlag Ernst und Sohn).
1994 wurde er Ehrendoktor der TU Dresden. Damit wurde unter anderem gewürdigt, dass er bereits seit dem Ende der 1970er Jahre Verbindungen zu Universitäten in Polen (Krakau, Danzig), Prag und Ostdeutschland (speziell Dresden) knüpfte. 1999, nach anderer Quelle 1998, erhielt er das Bundesverdienstkreuz am Bande, 2019 zusammen mit seiner Frau den Böblinger Sozialpreis.